# 渡辺葉
渡辺 葉（わたなべ よう、1970年 - ）は、日本のエッセイスト、翻訳家、通訳、米国ニューヨーク州およびニュージャージー州の弁護士。

## 略歴
東京都生まれ。父は作家の椎名誠。実弟がモデルとなっている小説『岳物語』には、葉自身の希望などの理由があり登場していない。
慶應義塾大学文学部英米文学専攻卒業。カリフォルニア大学サンタクルーズ校留学を経て、役者の道を歩み出す。1995年、一時帰国したのち単身ニューヨークに渡る。2003年、オレゴン州ポートランドに移住、のちニューヨークに戻る。米国ニューヨーク州フォーダム大学で法務博士（Juris Doctor）を取得。2016年、米国ニューヨーク州およびニュージャージー州の弁護士資格認定試験に合格。

## 著書
- 『おさかなマンハッタンをゆく』（日経ホーム出版社） 1999
- 『ニューヨークで見つけた気持ちのいい生活』（青春出版社） 2002、のち青春文庫
- 『やっぱり、ニューヨーク暮らし。』（扶桑社） 2002、のち集英社文庫
- 『ニューヨークで見つけた気持ちのいい「ふたり生活」』（青春出版社） 2004
- 『樹のあるところに、住みたくなったから。 オレゴン州ポートランドのゆるやか暮らし』（二見書房） 2007
- 『ニューヨークの天使たち。』（集英社文庫） 2007
- 『ふだん着のニューヨーク はる・なつ・あき・ふゆ…わたしの暮らしごよみ』（青春出版社） 2012

### 共著
- 『葉と葉子のふたりごと』（岸本葉子共著、清流出版） 2003

## 翻訳
- 『モグラびと ニューヨーク地下生活者たち』（ジェニファー・トス、集英社） 1997
- 『ミア・ファロー自伝 去りゆくものたち』（ミア・ファロー、集英社） 1998.10　ISBN 978-4087733082
- 『料理人誕生 米国料理学院(CIA)の秘密』（マイケル・ルールマン、集英社） 2001
- 『愛の林檎と燻製の猿と 禁じられた食べものたち』（スチュワート・アレン、集英社） 2003
- 『アマンダの恋のお料理ノート』（アマンダ・ヘッサー、集英社文庫） 2004
- 『月の光のなかで』（キャロリン・マックヴィッカー・エドワーズ、ぺんぎん書房） 2004　ISBN 4901978217[注釈 1][10]
- 『優しく歌って、高らかに歌って : 檻の中の女たち』（パトリシア・マッコネル、徳間書店） 2004　ISBN 4198618968[注釈 1]
- 『ながいよるのおつきさま』（シンシア・ライラント作、マーク・シーゲル絵、講談社） 2006
- 『十五少年漂流記』（ジュール・ヴェルヌ、椎名誠共訳、新潮社、新潮モダン・クラシックス） 2015　ISBN 978-4105910044
- 『シンデレラ 自由をよぶひと』（レベッカ・ソルニット、河出書房新社） 2020.11　ISBN 978-4-309-20810-7